# Associació Nacional dels Turcmans
Associació Nacional dels Turcmans és una entitat política dels turcmans a l'Iraq, establerta com a front per reagrupar a diversos partits. Es va fundar el 6 de novembre de 2002. Té el suport del govern regional del Kurdistan Iraquià. Està formada per les següents organitzacions:
- Associació Cultural Turcman
- Partit de la Germanor dels Turcmans
- Partit d'Alliberament Nacional Turcman
- Partit de la Unió dels Turcmans Iraquians
- Partit Democràtic dels Turcmans del Kurdistan

Participa en les eleccions dins la llista unida kurda. El principal dirigent és Jawdat Najjar, de l'Associació Cultural Turcman, ministre sense cartera al govern regional des de 2002.